# Марко Прентић
Марко Прентић (Подгорица, 13. јун 1986) јесте црногорски певач, бивши члан групе Но нејм, са којом је песмом Заувијек моја представљао Србију и Црну Гору на Евровизији 2005. године и заузео 7. место у конкуренцији 39 земаља.

## Биографија

### Почеци
Рођен је 13. јуна 1986. године у Подгорици, као друго дете у породици оца Ратка (дипломираног правника) и мајке Олге (доктора медицине). Има старију сестру Ану. Похађао је Основну школу „Владимир Назор“ у Подгорици.
Завршио је Средњу музичку школу „Васа Павић“ у Подгорици, а потом, након распада групе Но Нејм, и Музичку Академију у Цетињу. Током 2004. године учествовао је на Интро караокама где је освојио 4. место и упознао Данијела Алибабића с којим је касније био заједно у групи Но Нејм. Марко је и петоструки првак Србије и Црне Горе у модерном плесу.

### Врхунац каријере, Но нејм и Евровизија
Марко је био стални члан (вокал и гитариста) групе Но нејм, од њеног настанка, 19. новембра 2003. године, па све до распада 2008. Песмом За тебе и мене осваја 2. место на Сунчаним скалама 2004. године.
2005. са групом, доживљује успех каријере када песмом Заувијек моја победе на Монтевизији, а потом и на Европесми 2005. У финалу су имали више гласова од унапред фаворизоване Јелене Томашевић и песме Јутро, те су успели да се пласирају на Избор за песму Евровизије 2005. године. Због начина на који је са групом дошао до победе био је на удару свих српских медија, који су сматрали да је гласање било намештено. Ипак, на Евровизији група Но Нејм осваја високо 7. место у конкуренцији 39 земаља, успева да покупи многе симпатије по Европи и награду за најбољу композицију. Исте године на Сунчаним скалама награђен је принчевом наградом.
2006. године, такође са групом Но нејм, појављује се на избору за представника Србије и Црне Горе на Песми Евровизије 2006. Песмом Моја љубави, поново на сличан начин осваја прво место испред Фламингоса и Лудог летњег плеса, али Александар Тијанић због нерегуларности поништава гласове жирија и одлучује да Србијa и Црна Гора немају представника на евровизији 2006. Он се као и сви чланови групе, поново нашао на удару многих медија, а публика у Београду им није дозволила да изведу победничку песму. Тих догађаја се нерадо присећа, јер како кажу за Радио Црне Горе, није им био циљ да с том песмом поново оду на Евровизију, већ само да се промовишу, а све се јако тужно завршило и они су испали главни кривци.
Заједно са колегом из групе, Данијелом Алибабићем појавио се као аутор дечијих песама на фестивалу Златна пахуља, а исте године појављује се као композитор песме Како да ти кажем коју на Будванском фестивалу изводи Лејла Хот. На истом фесивалу учествује и као извођач, с групом Но Нејм и песмом Кад будемо заједно.
2007. с групом Но нејм и песмом Постеља од леда, осваја 3. место на Будванском фестивалу и добија награду за интерпретацију.
2008. године група се распада и Марко започиње соло каријеру.

### Након распада бенда
Након распада Но нејма, Марко се посвећује Музичкој Академији и започиње соло каријеру.
2009. године учествује на Сунчаним скалама с песмом Малена, за коју је текст писао Данијел Алибабић, његов некадашњи колега из бенда. Исте године са украјинском певачицом Иваном Мелај снима дует I Will Give You Love, као и спот за ту песму. Наредне године на истом фестивалу учествује с песмом Одавно.
2012. објављује сингл под називом Ана.
2013. поново учествује на Сунчаним скалама с песмом На тамној страни мјесеца. Исте године објављује композицију Silence и најављује инструментални албум.
Ради као професор гитаре у музичкој школи.

## Песме
Као члан групе Но нејм:
- За тебе и мене (2004)
- Заувијек моја (2005)
- Моја љубави (2006)
- Постеља од леда (2007)

Соло каријера:
- Малена (2009)
- I Will Give You Love (2009) - дует са Иваном Мелај
- Одавно (2010)
- Ана (2012)
- На тамној страни мјесеца (2013)
- Silence (2013)